# Паропровід

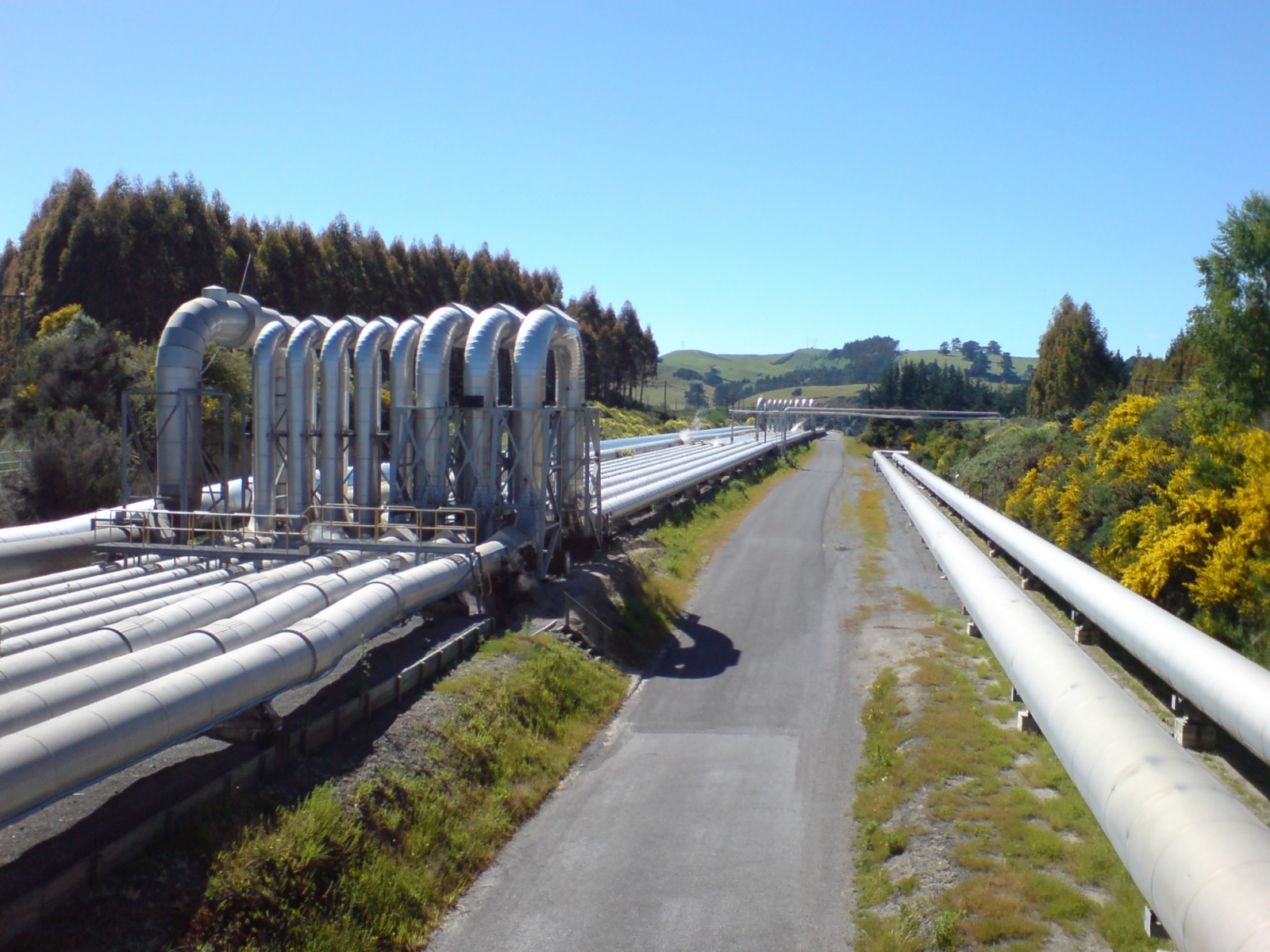
Паропроводи до геотермальної електростанції у регіоні Ваїкато (Нова Зеландія)

Паропровід — трубопровід для транспортування пари. Застосовується на підприємствах, що використовують пару як технологічний продукт або енергоносій, наприклад, на теплових або атомних електростанціях, на заводах залізобетонних виробів, в харчовій промисловості, в системах парового опалення тощо. Паропроводи служать для передачі пари від місця отримання або розподілу до місця споживання пари (наприклад, від парових котлів до турбін, від відборів турбіни до технологічних споживачів, в опалювальну систему і т. д.) Паропровід від парового котла до турбіни на електростанціях називають «головним» паропроводом, або паропроводом «гострої» пари.
Основними елементами паропроводу є сталеві труби, з'єднувальні елементи (фланці, відводи, коліна, трійники), запірна і запірно-регулювальна арматура (засувки, клапани), дренажні пристрої, компенсатори теплового подовження, опори, підвіски і кріплення, теплова ізоляція.
Трасування проводиться з урахуванням мінімізації втрат енергії через аеродинамічний опір парового тракту. З'єднання елементів паропроводів здійснюється зварюванням. Фланці допускаються тільки для з'єднання паропроводів з арматурою і обладнанням.
Опори і підвіски паропроводів влаштовують рухливими і нерухомими. Між сусідніми нерухомими опорами на прямій ділянці встановлюють ліроподібні або П-подібні компенсатори, які знижують наслідки деформації паропроводу під впливом зміни температури.